# St. Joseph (Löbejün)

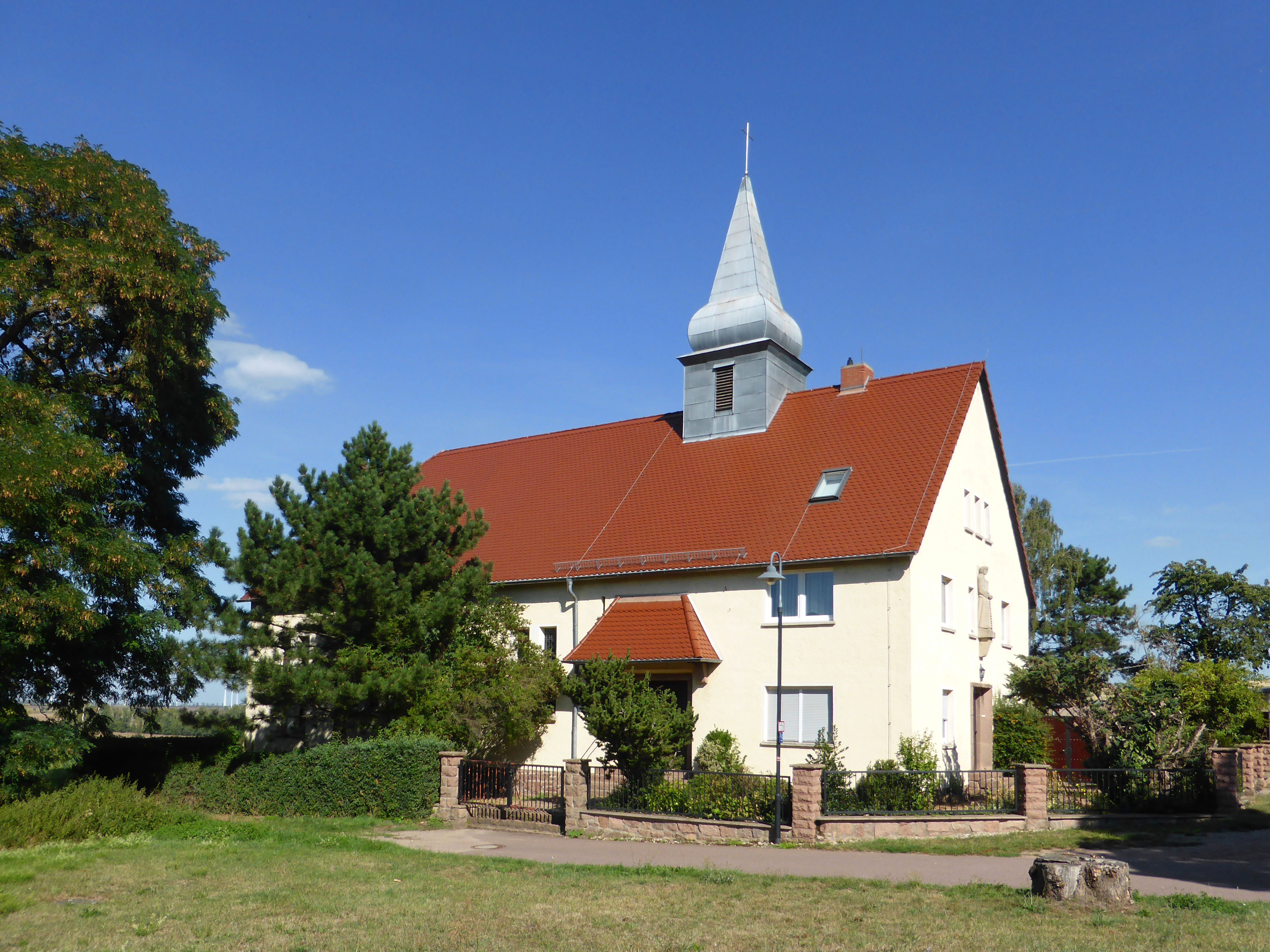
St. Joseph

Die Kirche Sankt Joseph ist die katholische Kirche in Löbejün, einem Ortsteil der Stadt Wettin-Löbejün im Saalekreis in Sachsen-Anhalt. Die nach dem heiligen Josef von Nazaret benannte Kirche gehört zur Pfarrei Carl Lampert Halle und ist die nördlichste Kirche im Dekanat Halle (Saale) des Bistums Magdeburg.

## Geschichte
Vor dem Zweiten Weltkrieg wohnten im durch die Reformation im 16. Jahrhundert protestantisch geprägten Löbejün und in den umliegenden Ortschaften nur wenige Katholiken. Sie hatten Arbeit in den nahegelegenen Gutshöfen und Steinbrüchen gefunden.
Die Katholiken wurden von Geistlichen der umliegenden Kirchengemeinden wie Alsleben, Görzig, Halle-Giebichenstein und Zörbig betreut, ab 1937 von Könnern. Die Gottesdienste fanden im Löbejüner Schützenhaus, später in einer Privatwohnung in der Friedrich-Röber-Straße statt.
Nachdem 1938 Bemühungen, die evangelische St.-Cyriakus-Kapelle für katholische Gottesdienste zu nutzen, erfolglos blieben, wurde in einem Nebengebäude der Gaststätte Erich Beck ein Raum angemietet, der zu einer Kapelle ausgebaut wurde. Am 10. April 1939 (Ostermontag) erfolgte ihre Benediktion durch Dechant Josef Rösler (nach anderer Quelle: Röseler) aus Helbra, die Kapelle bekam das Patrozinium St. Maria Magdalena.
Durch die Flucht und Vertreibung Deutscher aus Mittel- und Osteuropa 1945–1950 stieg die Zahl der Katholiken in Löbejün und den umliegenden Dörfern stark an. Vieler dieser Katholiken waren Schlesier und Sudetendeutsche. Nun fanden die katholischen Gottesdienste in der evangelischen Stadtkirche statt, da die Kapelle von 1939 für die große Zahl der Katholiken zu klein geworden war.
Pfarrer Paul Berger, selbst Heimatvertriebener aus Wünschelburg in Niederschlesien, kam im nahegelegenen Dalena unter. Er wurde am 15. November 1946 zum außerplanmäßigen Vikar der Kirchengemeinde Könnern mit Sitz in Löbejün ernannt, wohin er im Dezember 1946 zog. Damit wurde in Löbejün am 1. Dezember 1946 eine katholische Kirchengemeinde begründet. Die Sonntagsgottesdienste fanden nun in der evangelischen St.-Cyriakus-Kapelle, an hohen Feiertagen in der evangelischen Stadtkirche statt.
Zum 1. November 1947 erfolgte die Erhebung der Seelsorgestelle Löbejün zur Kuratie, die zur Pfarrei Alsleben gehörte. Zum Einzugsgebiet der Kuratie Löbejün gehörten neben Löbejün unter anderem auch Cattau, Dalena, Domnitz, Dornitz, Gottgau, Kaltenmark, Krosigk, Merbitz, Nauendorf, Plötz, Priester, Schlettau und Wieskau mit rund 1100 Katholiken.
1950 versuchte die Kuratie die St.-Cyriakus-Kapelle, die damals sonst nicht kirchlich genutzt wurde, anzumieten, was jedoch nicht gelang. Am 1. Juli 1953 wurde das Dekanat Bernburg errichtet, dem die Pfarrei Alsleben mit den Kuratien Könnern und Löbejün zugeordnet wurde.
Im November 1953 erfolgte der Kauf des Baugrundstücks für die St.-Joseph-Kirche, am 28. August 1955 wurde ihr Grundstein durch Pfarrer Karl Leue aus Alsleben gelegt. Die Feier des Richtfestes folgte am 18. August 1956, die Weihe der Glocke am 20. Oktober 1956. Der Bau der Kirche wurde durch Spenden und Eigenleistungen der Gemeindemitglieder sowie durch die Hilfe des Bonifatius-Vereins ermöglicht.  Am 7. Juli 1957 erfolgte die Kirchweihe durch Friedrich Maria Rintelen, den in Magdeburg ansässigen Weihbischof des Erzbistums Paderborn, zu dem Löbejün damals gehörte.
Auf Pfarrer Paul Berger folgte ab 1965 Kuratus Günter Sandfort (1927–2020), der bis 1974 in Löbejün blieb und dann Pfarrer der Pfarrei Heilige Familie (Bad Düben) wurde. Am 1. Oktober 1966 wurde die Kuratie Löbejün zur Filialkirchengemeinde (Pfarrvikarie) der Pfarrei Alsleben erhoben, und Kuratus Günter Sandfort zu ihrem Pfarrvikar ernannt. Damit verfügte die Kirchengemeinde nun über einen eigenen Kirchenvorstand und eine eigene Vermögensverwaltung. 1968 begann auf dem Grundstück der Bau eines Gemeinderaumes, der am 10. Mai 1969 eingeweiht wurde.
1974 übernahm Johannes Mummert (1932–2007) den Dienst als Pfarrvikar in Löbejün, bis er 1984 als Pfarrer an die Kirche Unbefleckte Empfängnis (Güsten) berufen wurde. 1978 gehörten noch rund 800 Katholiken zur Pfarrvikarie Löbejün.
Noch bis 1994 bewohnte ein Geistlicher das Pfarrhaus von Löbejün, danach betreuten der Priester aus Görzig und ein Diakon aus Ostrau die Kirche. Aufgrund der geringer werdenden Katholikenzahl wurde am 1. September 1996 seitens des Bistums Magdeburg das Dekanat Bernburg wieder aufgelöst, Löbejün gehört heute zum Dekanat Halle (Saale).
Am 1. März 2006 wurde der Gemeindeverbund „Heilig Kreuz – St. Norbert – Halle-Dölau – Löbejün – Ostrau – Wettin – Zappendorf“ („Halle Nord“) gegründet, zu dem von da an die Pfarrvikarie Löbejün gehörte. Damals gehörten zur Pfarrvikarie Löbejün nur noch rund 200 Katholiken.
Am 21. Juni 2009 entstand aus dem Gemeindeverbund die Pfarrei „Halle-Nord“, die seit dem 13. November 2014 ihren heutigen Namen „Carl Lampert“ trägt. Zur Pfarrei gehören außer der Kirche in Löbejün auch die Kirchen Heilig Kreuz, Maria Königin des Friedens und St. Norbert in Halle, sowie St. Michael in Ostrau, St. Petrus in Wettin und St. Elisabeth in Zappendorf.

## Architektur

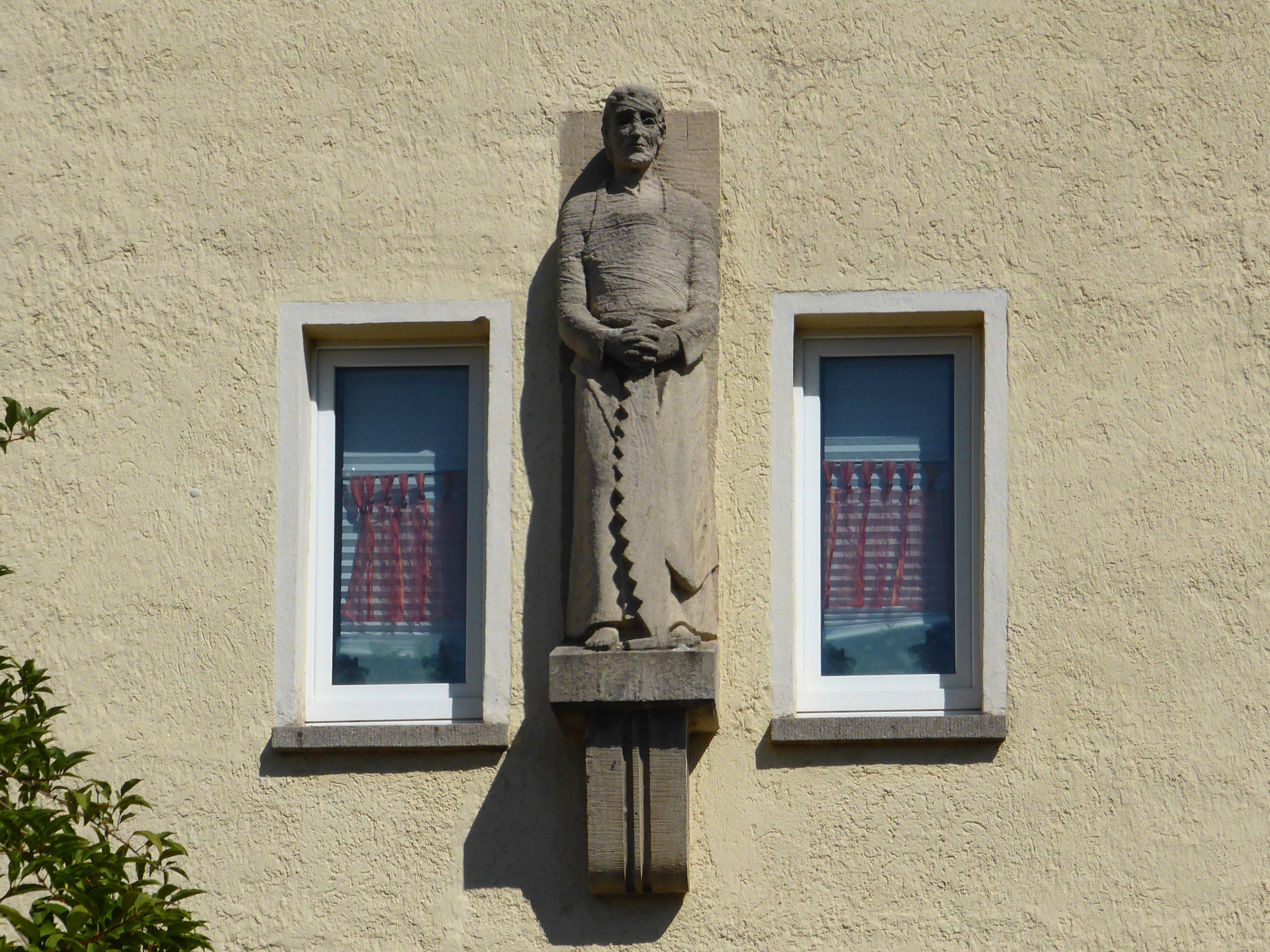
Statue des hl. Joseph

Die Kirche steht am östlichen Ortsrand von Löbejün, auf dem Grundstück Schachtberg 8A. Das Gebäude, das Kirchenraum und Pfarrhaus unter einem Dach vereint, entstand nach Plänen des Architekten Johannes Reuter aus Bitterfeld. Der Putzbau ist mit einem Satteldach eingedeckt und wird von einem Dachreiter bekrönt. Die Glocke im Dachreiter wurde von einer Glockengießerei in Apolda gegossen. Eine am Südgiebel des Gebäudes angebrachte Statue stellt den heiligen Joseph, den Schutzpatron der Kirche, dar.
Die Kirche wird durch ein Portal an der Westseite erschlossen. Im Vorraum der Kirche stellt eine Statue die Heilige Familie dar. Der Innenraum wird durch eine Holzdecke abgeschlossen. Das Taufbecken ist nahe dem Eingang platziert. Der Altarraum der Kirche wird von einem Kruzifix dominiert. Links und rechts vom Altarraum sind der Tabernakel und eine Marienstatue angeordnet. Über eine Pfeifenorgel verfügt die Kirche nicht.